# Меритократия
Меритокра́тия (дословно — «власть достойных», от лат. meritus «достойный» + др.-греч. κράτος «власть, правление») — принцип управления, согласно которому высшие (главные) руководящие должности должны занимать наиболее способные люди, независимо от их социального происхождения и финансового достатка.
Слово используется преимущественно в двух значениях. Первое значение слова соответствует системе, в которой руководители назначаются из числа специально опекаемых талантов (такая система в значительной степени противоположна как аристократии, так и демократии). Второе значение, более распространённое, предполагает создание начальных условий для объективно одарённых и трудолюбивых людей, чтобы они в будущем имели шанс занять высокое общественное положение в условиях свободной конкуренции.

## История термина
Хотя сама концепция меритократии существовала веками, например, в рамках конфуцианской философии, сам термин «меритократия», то есть «заслуженная власть» от латинского «заслужить» и древнегреческого «власть», был впервые употреблён немецко-американским философом Ханной Арендт в её эссе «Кризис образования», написанном в 1954 году и несколько лет спустя разработан британским политиком и социологом Майклом Янгом в его сатирическом труде «Возвышение меритократии», в котором описывается футуристическое общество, где общественная позиция определяется коэффициентом интеллекта (IQ). В книге такая система приводит к революции, во время которой массы свергают надменную и оторванную от народа элиту. Аналогичные сюжеты использовались и в других литературных произведениях.
Позднее у термина «меритократия» появилось более позитивное значение, которое взяли на вооружение сторонники всеобщего равенства возможностей, хотя теория равенства возможностей прямо противоречит принципу меритократии, поскольку меритократия определяет возможности в зависимости от талантов и качеств человека, а принцип равенства возможностей — от принадлежности к какой-либо социальной группе, независимо от талантов. В своей книге «Грядущее постиндустриальное общество» (1973) Дэниел Белл полагал, что меритократия позволит устранить бюрократию, а также изменить социальную структуру общества в целом. Схожих взглядов придерживались также представители неоконсерватизма в западной социологии (Збигнев Бжезинский).

## Реализация меритократии
По мнению ряда исследователей, Китай в некоторые периоды истории был близок к реализации меритократической системы. Так, во времена династии Сун широко использовалась трёхступенчатая система экзаменов кэцзюй, с помощью которой отбирались кандидаты в правители, лучше других понимающие искусство, конфуцианство и административные проблемы.
В США распространено мнение, что принцип меритократии в США уже реализован, и что личные достижения каждого американца зависят лишь от его способностей, трудолюбия, жизненных установок и нравственности. Однако критики обращают внимание на то, что в США по-прежнему важную роль играют наследство, социальные и культурные преимущества, объективные возможности на рынке труда и для индивидуального предпринимательства, удача, доступ к качественному образованию и дискриминация.
В послевоенной Великобритании бум профессий, для которых требуется сдача экзаменов (юристы, врачи), помог множеству людей по происхождению из рабочих перейти в средний класс. Однако для карьеры в других видах профессиональной деятельности (например в связях с общественностью или рекламе) ключевую роль играют личные знакомства.
В Родезии до 1979 года существовали имущественный и образовательный цензы, благодаря которым темнокожее большинство этой африканской страны было практически полностью отстранено от участия в выборах (впрочем, часть белых жителей Родезии, не проходивших по указанным цензам, была также отстранена от участия в выборах). Ян Смит, бывший премьер-министр Родезии, в своих мемуарах прямо называл сложившуюся в те годы систему меритократией.

## Критика
Главная проблема меритократии — отсутствие универсального способа определения «способностей».
Одним из аналитиков меритократии был математик Александр Гротендик, который проследил эволюцию элитарной группы математиков от содружества гениев до разделения социальной ячейки на две касты: жестокосердых «Высших» и живущего в страхе «болота».
По мнению некоторых критиков меритократии, эта концепция призвана оправдать привилегии интеллектуальной элиты.
Американский журналист Кристофер Хейз (англ. Christopher Hayes) считает, что неравенство, рождённое меритократической системой, со временем подавляет механизмы социальной мобильности («железный закон меритократии»).
«Краткий политический словарь» 1978 года определяет меритократию как «разновидность технократической утопии, согласно которой капитализм якобы трансформируется в общество, где утвердится принцип выдвижения на руководящие посты наиболее способных людей, отбираемых из всех слоёв» и отмечает, что при меритократии оправдывается «социальное неравенство, разделение на элиту и управляемые массы».

## Производные понятия
Меритократичность — свойство системы организации труда, при которой доминирует ориентация на поощрение достижений и эффективности.

## В популярной культуре
- Роман «Игра в бисер» Германа Гессе.
- Книга и фильм «Игра Эндера», Орсон Скотт Кард. Главного героя отбирают из числа самых талантливых детей, чтобы возглавить весь земной звёздный флот.
- République — видеоигра о тоталитарном государстве, лидер которого является поклонником меритократической политики.
- Роман «Антираспад» Антона Орлова. Одна из описываемых цивилизаций, Денор, построена по принципу меритократии.
- Строй расы турианцев из вселенной Mass Effect основан на меритократии.
- В Убежище 33 сериала Fallout реализуется принцип меритократии на основе характеристик жителей (SPECIAL параметры в игре)
- Политика региона Ноксус из игры League of legends построена на принципе меритократии